# Pedro Muñoz (község)
Pedro Muñoz egy község Spanyolországban, Ciudad Real tartományban. Pedro Muñoz Socuéllamos, Campo de Criptana, El Toboso, Mota del Cuervo és Tomelloso községekkel határos. Lakosainak száma 7567 fő (2024).

## Népesség
A település népessége az elmúlt években az alábbi módon változott:
| Lakosok száma | 7263 | 7637 | 7905 | 8711 | 8639 | 7802 | 7576 | 7293 | 7325 | 7567 |
|               | 2001 | 2004 | 2006 | 2009 | 2011 | 2014 | 2016 | 2019 | 2021 | 2024 |